# Deivid de Souza
Deivid de Souza (* 22. Oktober 1979 in Nova Iguaçu) ist ein ehemaliger brasilianischer Fußballspieler, -trainer, -direktor und aktueller Spielerberater. Er ist bekannt durch seine fußballerischen Leistungen als mehrfacher Finaltorschütze bzw. entscheidender Torschütze und mannschaftsinterner Torschützenkönig in Teilen seiner Vereinsstationen im Fußball Brasiliens und der Türkei.

## Leben
Deivid de Souza kam 1979 als Sohn und als das Jüngstes von gesamt sieben Kindern seiner damaligen über 40-jährigen Mutter in der Großstadt Nova Iguaçu des brasilianischen Bundesstaates Rio de Janeiro zur Welt. Er ist nach der fiktiven Person David Banner benannt worden, Bill Bixbys Rolle in der Fernsehserie „O Incrível Hulk“ (deutsch der unglaubliche Hulk) von 1978. Mit neun Monaten verlor de Souza seinen Vater an einem Herzinfarkt und wuchs als Halbwaise auf. Er wuchs in ärmlichen Verhältnissen auf und musste aus familiären-finanziellen Gründen bereits im jungen Alter als Straßenverkäufer von Speisen seiner Familie mithelfen. Seine Familie lebte mit der Zeit in Nova Iguaçu und im Vorort Marechal Hermes von Rio de Janeiro.
Vor dem Vereinsfußball begann de Souza bereits mit sieben Jahren Futsal zu spielen. Er besuchte die Frutos-da-Terra-Schule in Nova Iguaçu nur bis zur ersten Klasse, trotz der Umstände unterstützte seine Mutter Maria die Fußballkarriere von ihm und sie lieh sich teilweise Geld von anderen, um ihn finanziell bei seinen Fahrtkosten zu unterstützen. Während seiner Profifußballkarriere verstarben seine Schwester Magda mit 33 Jahren (2001) und später seine Mutter Maria im Alter von 73 Jahren (2008).

## Karriere

### Als Spieler
Deivid de Souza ist ein ehemaliger 1,80 Meter großer und offensiv ausgerichteter Fußballspieler. Er spielte primär im Sturm als hängende Spitze und Halbstürmer bzw. Mittelstürmer. Er wurde auch auf den offensiven Flügeln als Außenstürmer und unterstützend als Außenmittelfeldspieler eingesetzt. Während seiner ersten Zeit bei FC Santos erhielt er den Beinamen „O incrível Deivid“ (deutsch der unglaubliche Deivid) und „Hulk da Baixada“ (deutsch Hulk von Baixada). Später erhielt de Souza marketingtechnisch 2001 auch den Beinamen „Hulk da Fiel“.

#### Anfänge in Brasilien
Mit dem Vereinsfußball begann de Souza in seiner Kindheit, mit neun Jahren in der Metropolregion Rio de Janeiro bei Botafogo FR, wo er zwei Monate verbrachte. Danach nahm ihn sein Fußballtrainer zu Nova Iguaçu FC mit. Von 1994 bis 1998 spielte er in seiner Jugend bei den Junioren seines Geburtsortes und wurde 1998 in die Erstmannschaft befördert. Dort spielte er in der zweiten Klasse der Staatsmeisterschaft von Rio de Janeiro mit und überzeugte als Torschütze. Anschließend wechselte er 1999 auf Leihbasis zu den Junioren von Joinville EC und überzeugte im brasilianischen Juniorenturnier Copa-São-Paulo-Junior, wo er sich mit seiner Mannschaft als Gruppensieger für das Turnier-Achtelfinale qualifizierten im Januar 1999. Nach dem Juniorenturnier wurde de Souza in die Profimannschaft des Zweitligisten befördert. Er nahm mit Joinville EC an der Staatsmeisterschaft von Santa Catarina 1999 teil, dort erzielte er weitere Tore und war in der Staatsmeisterschaft mannschaftsintern der Torschützenkönig.
Nach seinen torreichen Leistungen weckte de Souza das Interesse des Erstligisten FC Santos und er wollte in Joinville für die Campeonato Brasileiro Série B 1999 nicht verbleiben. Die Leihe zu Joinville EC wurde mit allen Parteien einvernehmlich frühzeitig aufgelöst und der Offensivtalent de Souza wechselte anschließend auf Leihbasis anfänglich zu den Junioren von FC Santos. In einem Freundschaftsspiel gegen Jaraguá EC erhielt er im Südfrühling 1999 seinen ersten Einsatz in der Santos-Profimannschaft. Er überzeugte dabei als Einwechselspieler und erzielte die letzten zwei Tore seiner Mannschaft nach einem 1:2-Rückstand zum 3:3-Remis. Danach wurde de Souza fest in den Profikader gefördert und stand eine Woche später schon erstmals im Spieltagskader der Profimannschaft in der brasilianischen Série A.
In der Série A 1999 kam er im November 1999 gegen Ende der Ligasaison-Vorrunde zu seinen ersten Série-A-Einsätzen. Bei seinem ersten Santos-Ligaprofieinsatz kam de Souza als Einwechselspieler zum Einsatz gegen seinen Traumverein CR Flamengo im Maracanã und gab die entscheidende Torvorlage zum 1:0-Auswärtssieg. Am letzten Spieltag der Ligasaison-Vorrunde gab er gegen den Cruzeiro EC im Alter von 20 Jahren mit zwei erzielten Toren seine Série-A-Torpremiere und sein -Startelfdebüt. Anfang 2000 nahm er mit FC-Santos-Junioren am Copa-São-Paulo-Junior 2000 teil und wurde mit seiner Mannschaft Turniervierter. Ab 2000 gehörte de Souza unter den Profi-Trainern Carlos Alberto Silva und Carlos Alberto Parreira fest zum Profikader an. Unter dem Profi-Trainer Geninho entwickelte sich de Souza in der Staatsmeisterschaft von São Paulo 2001 zum Stammspieler seiner Mannschaft.

#### Rekorde und erste Titelgewinne
Aufgrund eines Arbeitsrechtsstreits mit FC Santos unter anderem wegen den 50%igen-Transferrechten und verzögerten Gehaltszahlungen wechselte de Souza anschließend im Südwinter 2001 innerhalb der Liga zum Lokalrivalen Corinthians São Paulo. Damit wurde de Souza damals der teuerste Rekord-Neuzugang mit einer Ablöse von 5,5 Millionen Brasilianischer Real – umgerechnet zirka 2,5–2,8 Millionen Euro für einen Teil der Transferrechte – der Corinthians-Vereinsgeschichte. Bei Copa Mercosur 2001 trug er in der K.-o.-Runde mit einem erzielten Tor im Viertelfinal-Rückspiel auch zum Halbfinaleinzug seiner Mannschaft bei, dies war der größte internationale Erfolg von de Souzas Fußballkarriere. Des Weiteren trug er im Finale des Torneio Rio-São Paulo 2002 mit einem Tor auch zum 4:3-Gesamtsieg des Turnierfinals bei.
In den nationalen Wettbewerben hatte de Souza maßgeblichen Anteil am Gewinn des brasilianischen Pokals 2002, indem er ab dem Halbfinale alle Tore seiner Mannschaft erzielte, jeweils drei in den Halbfinal- und Pokalfinalspielen. Mit 13 erzielten Pokalsaison-Toren wurde de Souza damals der Rekord-Torschützenkönig des brasilianischen Pokalwettbewerbs. In Campeonato Brasileiro Série A 2002 trug er, mit seinem Mannschaftskollegen Guilherme, als offensive Leistungsträger die Nationalmeisterschaftsfinalspiele bei zu erreichen. Er gehörte mit 13 erzielten Ligameisterschaftstoren zu den zehnt-erfolgreichsten Torschützen der Nationalmeisterschaftssaison an und wurde am Saisonende 2002 mit seiner Mannschaft Vizemeister hinter FC Santos. Gemäß der brasilianischen Sportzeitschrift Placar gehörte de Souza 2002 mit 62 Wertungspunkten bei „Chuteira de Ouro“ (deutsch Goldenen Schuh) zu den brasilianischen Top-5-Torschützen des Jahres. Danach verlangte er im Januar 2003 eine Gehaltserhöhung vom Corinthians-Vorstand und beide Parteien zerstritten sich dabei.
Gegen Ende Januar 2003 wechselte de Souza auf Leihbasis zum Erstligisten Cruzeiro EC nach Belo Horizonte. Er gab Mitte Februar 2003 gleich sein Pflichtspieldebüt im Clássico Mineiro in der Staatsmeisterschaft von Minas Gerais 2003 und trug mit einem erzielten Tor zum 4:2-Derbysieg bei. Im weiteren Saisonverlauf trug er als einer der offensiven Leistungsträgern im Südherbst 2003 zum unbesiegten Gewinn der Staatsmeisterschaft von Minas Gerais und des brasilianischen Pokals bei. In Campeonato Brasileiro Série A 2003 besorgte de Souza mit erzielten 15 Ligatoren zu mehreren Punktgewinnen zum erfolgreichen Gewinn der Nationalmeisterschaft 2003, wobei er während der Ligameisterschaft im Juli 2003 den Verein frühzeitig verließ und gehörte trotz der Umstände am Saisonende 2003 immer noch zu den zehnt-erfolgreichsten Torschützen der brasilianischen Erstligasaison an. Damit gehörte de Souza zu den offensiven Schlüsselspielern für den Erfolg „Tríplice Coroa“ (englisch Triple Crown), aus Staatsmeisterschaft, nationalen Pokal und Nationalmeisterschaft.

#### Wechsel nach Europa und Santos-Rückkehr
Aufgrund einer Ausstiegsklausel verblieb er kein ganzes Jahr bei Cruzeiro Belo Horizonte und wechselte als führender Erstliga-Torschütze während der brasilianischen Nationalmeisterschaft im Juli 2003 nach Europa zum französischen Erstligisten und Europapokalteilnehmer Girondins Bordeaux. Dort sollte er den abgewanderten Pauleta ersetzen, den er auch anfänglich gemäß der portugiesischen Sportzeitung Record an den ersten fünf Spieltagen mit zwei erzielten Toren gut vertrat. Im weiteren Saisonverlauf der Ligue 1 2003/04 konnte de Souza nicht weiter an seine torreiche Form aus Brasilien anknüpfen, wobei er mit seinen wenig erzielten Saisontoren für vereinzelte Punktgewinne und für den Achtelfinaleinzug des Coupe de la Ligue besorgte. Vor dem französischen Saisonende 2003/04 verließ de Souza bereits nach Anfang Mai 2004 auf Leihbasis bis in den Juni 2005 die Bordelais und kehrte temporär zu FC Santos zurück, um ihn auch rechtzeitig für die Spieler-Meldefrist des Copa Libertadores zu registrieren.
Mit FC Santos erreichte de Souza das Viertelfinale des Copa Libertadores 2004 und schied dort mit seiner Mannschaft gegen den späteren Copa-Libertadores-Gewinner Once Caldas knapp aus. In Campeonato Brasileiro Série A 2004 trug er als zweiterfolgreichster Ligatorschütze und mannschaftsinterner Torschützenkönig mit 22 erzielten Ligatoren zum Gewinn der Nationalmeisterschaft 2004 bei. In der Staatsmeisterschaft von São Paulo 2005 wurde de Souza zweiterfolgreichster Torschütze und mannschaftsinterner Torschützenkönig. Bis zu seinem vertraglichen Leihende im Juni 2005 führte er seine torreichen Leistungen fort und trug in Copa Libertadores 2005 die K.-o.-Runde zu erreichen und in Campeonato Brasileiro Série A 2005 mit, um die Führung der Nationalmeisterschaft mitzuspielen. Für Santos erzielte er in den vergangenen 13 Monaten 26 Tore in 48 Erstligaspieleinsätzen. Nach Leihende bemühte sich der FC-Santos-Vorstand im Juli 2005 ihn im Verein zu halten, aber die Bordelais lehnten die Transferangebote von FC Santos ab.
Er kehrte zu Girondins Bordeaux zurück und wurde anschließend im Juli 2005 zum portugiesischen Erstligisten und Europapokalteilnehmer Sporting Lissabon transferiert, für eine Ablösesumme in Höhe von drei Millionen Euro. In seiner ersten Saison für die Lissabonner kam de Souza in der Saison 2005/06 in 43 Pflichtspielen zu 33 Einsätzen, davon kam er in über 20 Spielen in der Startelf zum Einsatz und erzielte acht Tore. Mit seiner Mannschaft scheiterte de Souza zweimal an FC Porto, indem sie gegen die Portuenser im Pokal-Halbfinale im Elfmeterschießen ausschieden und in der Ligameisterschaft hinter denen Vizemeister wurden. In der Folgesaison startete er in der Primeira Liga 2006/07 erfolgreich, indem de Souza am 1. Spieltag seine Mannschaft zum 3:2-Auftaktsieg führte und an allen Toren beteiligt war. Trotz der Umstände entschied er sich nach nur einem Jahr überraschend gegen einen Verbleib in Portugal.

#### Mit Fenerbahçe weitere Titelgewinne
Kurz vor Transferschluss im Nordsommer 2006 wechselte de Souza für einen Vierjahresvertrag in die Süper Lig zum türkischen Traditionsclub Fenerbahçe Istanbul, auf Wunsch des neuen Fenerbahçe-Cheftrainer Zico. In seiner ersten Saison für Fenerbahçe sorgte er mit seinen offensiven Leistungen in der Gruppenphase des türkischen Pokalwettbewerbs 2006/07 für den unbesiegten Gruppensieg und daraus folgendem Viertelfinaleinzug, am Ende der Pokalsaison gehörte de Souza zu den Top-3-Torschützen. In der Süper Lig 2006/07 trug de Souza maßgeblich mit seinen erzielten Toren zum vorzeitigen Gewinn der Süper-Lig-Meisterschaft bei, indem er während der Ligasaison unter anderem gegen den Meisterkonkurrenten der Hinrunde Vestel Manisaspor einen Hat-trick zum 3:2-Auswärtssieg und am drittletzten Spieltag gegen Trabzonspor den meisterschaftsentscheidenden Ausgleich und den 2:2-Endstand erzielte. Womit sein Verein in seinem 100-jährigen Vereinsbestehen vorzeitig die 26. Nationalmeisterschaft bzw. 17. Süper-Lig-Meisterschaft erlangte und wurden damit damals alleiniger Süper-Lig-Rekordmeister.
Nach der Nationalmeisterschaft trug de Souza anschließend im August 2007 beim 2:1-Sieg im türkischen Superpokal mit einem erzielten Tor zu einem weiteren Titelgewinn seines Vereins bei. In der Süper Lig 2007/08 überzeugte er mit seinen offensiven Leistungen als Stammspieler mit elf erzielten Toren und acht Torvorlagen bzw. 19 Scorerpunkten, damit gehörte er zu den offensiven Leistungsträgern seiner Mannschaft und zu den Top-4-Torvorlagengebern und -Scorern der türkischen Ligasaison an. Nebenbei wurde de Souza gemäß der Fenerbahçe-Mythologie zu einem richtigen Fenerbahçe-Spieler, indem er im Dezember 2007 beim 2:0-Ligaspielsieg ein Tor im Interkontinentalen Derby gegen den Erzrivalen Galatasaray Istanbul erzielte. Neben den nationalen Fußballwettbewerben qualifizierte sich de Souza mit seinem Verein für die internationale UEFA Champions League 2007/08. Dort war er nach Toren der offensive Leistungsträger seiner Mannschaft und erzielte entscheidende Tore.
Am 19. September 2007 absolvierte de Souza gegen den Gruppenfavoriten Inter Mailand sein erstes UEFA-Champions-League-Hauptwettbewerbspiel und markierte in diesem Spiel auch sein erstes Tor in der UEFA Champions League und besorgte seiner Mannschaft den 1:0-Sieg. Am 2. Oktober 2007 erzielte de Souza gegen ZSKA Moskau sein zweites Tor in der Champions League und erzielte damit den Ausgleich zum 2:2-Endstand. Später erreichte de Souza mit seinem Verein als Gruppenzweiter hinter dem Gruppenfavoriten die K.-o.-Runde. Im Achtelfinalrückspiel der Champions League gegen FC Sevilla erzielte er zwei Tore, wodurch sein Verein später nach Elfmeterschießen erstmals das Viertelfinale der Champions League erreichte. Im Viertelfinal-Hinspiel gegen FC Chelsea gelang ihm der Siegtreffer. Im Rückspiel unterlag Fenerbahçe knapp den Londonern und schied aus dem Wettbewerb aus. Er gehörte zu den „große[n] Leistungsträger[n]“ seiner Mannschaft und zu den zehnt-erfolgreichsten Torschützen der Champions-League-Saison an.

#### Verletzungen und endende längste Vereinszugehörigkeit
Am 7. Juli 2008 zog sich de Souza in der Saisonvorbereitung 2008/09 eine Fibulafraktur im linken Bein zu. Nach seiner dreimonatigen Verletzung kam er am 25. Oktober 2008 gegen Bursaspor wieder zum Einsatz, wurde dabei in der 77. Minute eingewechselt und schoss bei seinem Comeback kurz vor Schluss den letzten Treffer beim 5:2-Sieg. Zwei Wochen später im Interkontinentalen Derby kehrte de Souza im November 2008 in die Startelf zurück. Er trug in seinem Startelf-Comeback mit seinen Torbeteiligungen zu einem der unvergesslichsten Derbysiege in den 2000er Jahren der Fenerbahçe-Vereinshistorie bei, nach einem anfänglichen 0:1-Rückstand endete es in einem 4:1-Derbysieg. Im weiteren Saisonverlauf trug de Souza als einer der offensiven Leistungsträgern seiner Mannschaft zum Gruppensieg in der Pokal-Gruppenphase und später zum Pokalfinaleinzug des türkischen Pokalwettbewerbs 2008/09 bei. Im Pokalfinale unterlagen sie im Mai 2008 gegen den späteren Doublegewinner Beşiktaş.
Nach Saisonende 2008/09 im anschließenden türkischen Superpokal 2009 wurde de Souza im August 2009 beim 0:0-Spielstand gegen Beşiktaş eingewechselt und das Spiel endete mit einem 2:0-Superpokalsieg, somit folgte der nächste Titelgewinn für ihn. Bis zum Saisonende 2009/10 konnte er nicht an seine Leistungen aus seinen vorherigen Fenerbahçe-Saisons anknüpfen und er kam in seiner letzten Saison für Fenerbahçe verletzungsbedingt seltener zum Einsatz. Im August 2010 wurde der Vertrag von de Souza bei Fenerbahçe in beidseitigem Einvernehmen aufgelöst, damit endete auch seine längste Vereinszugehörigkeit seiner Spielerkarriere. Er bestritt in vier Jahren für Fenerbahçe 150 Pflichtspiele, bestehend aus 94 Liga-, 30 nationalen Pokalwettbewerb- und 26 Europapokalspielen, und erzielte 40 Tore und gab über 20 Torvorlagen. Durch seine torreichen Leistungen und erzielten entscheidenden Toren hinterließ de Souza einen bleibenden Eindruck in der Fenerbahçe-Vereinshistorie und zählt zu den Fenerbahçe-Fußballlegenden.

#### Rückkehr nach Brasilien
Nach der Vertragsauflösung bei Fenerbahçe unterschrieb er anschließend einen Vertrag bei seinem Traumverein CR Flamengo. Mit Flamengo gewann er 2011 die Staatsmeisterschaft von Rio de Janeiro und de Souza war mannschaftsintern in der Staatsmeisterschaft der zweiterfolgreichste Torschütze der Mannschaft hinter Thiago Neves. In Campeonato Brasileiro Série A 2011 wurde de Souza mit seiner Mannschaft Meisterschaftsvierter, er trug mit seinen Ausgleich- und Siegtoren zu mehreren Punktgewinnen entscheidend mit, um sich für die Qualifikationsrunde der Copa Libertadores 2012 zu qualifizieren. Des Weiteren war de Souza mit 15 erzielten Ligatoren mannschaftsinterner Torschützenkönig und dritterfolgreichster Torschütze der Ligasaison.
Im Februar 2012 machte sich de Souza im Halbfinale der Taça Guanabara gegen CR Vasco da Gama zu einem festen Bestandteil des Legendenschatzes von Flamengo, als er aus zwei Metern Entfernung, frei vor dem offenen Tor stehend, lediglich den Pfosten traf. Vasco gewann das Spiel 2:1 und de Souza bestätigte seinen Ruf als Chancentod. Danach verlor er seinen Platz im Stammkader und weitere Spielerverpflichtungen folgten. Ende August 2012 löste de Souza seinen Vertrag bei Flamengo wegen unter anderem Gehaltsrückständen auf. Er absolvierte für Flamengo in zwei Jahren 99 Pflichtspiele und erzielte 31 Tore.
Anschließend unterschrieb er am 3. September 2012 in der Mitte der Saison beim Ligakonkurrenten und auf Rang 16 platzierten abstiegsgefährdeten Coritiba FC. Später debütierte de Souza in der gleichen Kalenderwoche beim 3:0-Heimsieg gegen seinen ehemaligen Verein Flamengo. Daraufhin startete er für sechs Spieltage eine Torserie und trug mit seinen erzielten (Sieg-)Toren auch zum sicheren Klassenerhalt seiner Mannschaft bei. Beim 5:3-Finalgesamtsieg der Staatsmeisterschaft von Paraná 2013 steuerte de Souza ein Tor bei. In Campeonato Brasileiro Série A 2013 trug er mit seinem Mannschaftskollegen Alexsandro de Souza als erfolgreichste Torschützen der Mannschaft erneut zum Klassenerhalt seines Vereins bei, wobei er gegen Saisonende verletzungsbedingt ausfiel. Aufgrund Gehaltsrückständen löste de Souza seinen Vertrag bei Coritiba FC auf. Er stand im Südherbst 2014 vor einem Engagement beim Ligakonkurrenten Botafogo FR, aber de Souza entschied sich im April um und beendete mit 34 Jahren seine aktive Fußballspielerkarriere.

#### Nationalmannschaft
Durch seine Leistungen in den 2000er Jahren sah die brasilianische Fußballlegende Pelé in de Souza einen „… Seleção star of the future …“ (deutsch Seleção-Star der Zukunft). Mitte der 2000er Jahre stand zur Debatte, ob de Souza nicht für die portugiesische A-Nationalmannschaft auflaufen könnte, daher bisher nie für die brasilianische Nationalmannschaft nominiert wurde. Nach seinem Vereinswechsel zu Sporting Lissabon einen Wohnsitz in Portugal besaß und seine Ehefrau portugiesischenstämmig war, wodurch er berechtigt war, die Portugiesische Staatsangehörigkeit zu beantragen, die er vorhatte zu beantragen. Zu einem Engagement in der Zukunft der portugiesischen Nationalmannschaft kam nicht zustande.
Während der brasilianischen Nationaltrainerägide Dungas gehörte de Souza durch seine Leistungen im Vereinsfußball bei Fenerbahçe zum Nominierungsblickfeld der brasilianischen A-Nationalmannschaft an, wodurch sich Dunga regelmäßig Informationen über ihn einholte. Für eine endgültige Nationalmannschaftsnominierung für Brasilien reichte es nicht. Was zur Folge hatte und 2008 die Debatte entstand, ob de Souza nicht für türkische Nationalmannschaft auflaufen könnte, nach dem der brasilianische Fußballspieler Mehmet Aurélio zuvor zur türkischen Staatsbürgerschaft eingebürgert wurde und seit 2006 für die türkische Nationalmannschaft auflief. Am Ende kam es zu keinem Engagement in irgendeiner Nationalmannschaft.

### Als Trainer, Fußballdirektor und Spielerberater
Er absolvierte zwischen Mai und Juli 2014 mehrere Fußballtrainer-Praktika, bei der brasilianischen U21-Fußballnationalmannschaft, bei den Erstligisten EC Vitória, SC Internacional und beim Zweitligisten Avaí FC. Nach seinen absolvierten Praktika wurde de Souza im Juli 2014 als Trainerassistent von Vanderlei Luxemburgo bei Flamengo Rio de Janeiro angestellt. In der Staatsmeisterschaft von Rio de Janeiro 2015 vertrat er im April 2015 gegen Ende der Vorrunde Luxemburgo als Cheftrainer, nach dem Luxemburgo vereinsseitig temporär suspendiert wurde. In zwei Spielen als Interimstrainer führte de Souza seine Mannschaft zu einem 3:0-Fla-Flu-Derbysieg und am letzten Spieltag der Vorrunde verspielte man durch ein torloses Remis gegen Nova Iguaçu FC die Meisterschaft der Vorrunde, Taça Guanabara 2015.
Nach der Entlassung von Luxemburgo im Mai 2015 bei Flamengo wechselte de Souza gemeinsam mit ihm im Folgemonat zu Cruzeiro Belo Horizonte. Ende August 2015 wurde Luxemburgo entlassen und infolgedessen übernahm de Souza von Luxemburgo erneut temporär den Cheftrainerposten als Interimstrainer. Unter neuem Cruzeiro-Cheftrainer Mano Menezes blieb er dem Verein als Trainerassistent weiterhin treu. Im Dezember 2015 wurde de Souza von Cruzeiro Belo Horizonte als Cheftrainer für 2016 verpflichtet. Er führte Cruzeiro in der Staatsmeisterschaft von Minas Gerais 2016 als unbesiegten Sieger der Vorrunde in die K.-o.-Runde und schied dort torlos im Halbfinale gegen den Lokalrivalen América Mineiro aus. Nach dem Halbfinal-Aus endete die Beschäftigung von de Souza im April 2016.
Am 7. Dezember 2016 gab Criciúma EC seine Verpflichtung als Cheftrainer bekannt. In Campeonato Brasileiro Série B 2017 startete er mit seiner Mannschaft mit drei Niederlagen in Folge, damit standen sie auf dem letzten Meisterschaftsplatz und waren die einzige Mannschaft ohne Ligapunkt. Daraufhin wurde er im Mai 2017 entlassen. Seit ungefähr 2019 managt de Souza als Spielerberater einige Juniorenspieler unter anderem Kaiky Naves und kümmert sich als Direktor der Nachwuchsabteilung von Jabaquara AC, die sich im Distrikt Jabaquara von São Paulo befindet. Im Zuge der Neuausrichtung von Cruzeiro Belo Horizonte wurde de Souza 2020 als technischer Direktor der Profifußballabteilung eingestellt. Mitte Juni 2021 wurde er von Cruzeiro Belo Horizonte von all seinen Aufgaben entbunden.

## Erfolge und Statistik
SC Corinthians (2001–2002)
- Torneio Rio-São Paulo: 2002
- Brasilianischer Pokalsieger: 2002

Cruzeiro EC (2003)
- Staatsmeisterschaft von Minas Gerais: 2003
- Brasilianischer Pokalsieger: 2003
- Brasilianischer Meister: 2003 1

FC Santos (2004–2005)
- Brasilianischer Meister: 2004

Fenerbahçe Istanbul (2006–2010)
- Türkischer Meister: 2007
- Türkischer Supercup-Sieger: 2007, 2009

 CR Flamengo (2010–2012)
- Taça Guanabara: 2011
- Taça Rio: 2011
- Staatsmeisterschaft von Rio de Janeiro: 2011

Coritiba FC (2012–2014)
- Staatsmeisterschaft von Paraná: 2013

### Auszeichnungen
Copa do Brasil
- Torschützenkönig: 2002
- Seiner Zeit Rekord-Torschützenkönig: 2002 mit 13 Toren; in der Saison 2005 von Fred mit 14 Toren abgelöst[7]
- Rekordtorschütze der Finalspiele: 4 Tore (2002: 3 Tore; 2003: 1 Tor)[72]

Brasilianische Série A
- Erster vierfach Torschütze in einem Spiel der K.-o.-Meisterrunde: November 2002 im Viertelfinalspiel gegen Atlético Mineiro[73]
- Schnellstes Saisontor: Saison 2005, im Juni 2005 nach 22 Sekunden gegen AD São Caetano[74]
- Chuteira de Ouro (deutsch Goldenen Schuh) des Spieltages (UOL Esporte): 33. Spieltag der Saison 2011[75]

UEFA Champions League
- Tor der Woche: 1. Spieltag der Gruppenphase 2007/08[34]
- Top-10-Tore der Saison (aus dem Spiel heraus): 2007/08 (Rang 2 und 6)[76]

### Chuteira de Ouro (Placar)
| Jahr   | Copa do Brasil | Torneio Rio-São Paulo / Staatsmeister- schaft(en) | Campeonato Brasileiro Série A | Copa Mercosur/ Libertadores/ Sudamericana | Gesamt | Punkte | Rang | Quelle       |
| ------ | -------------- | ------------------------------------------------- | ----------------------------- | ----------------------------------------- | ------ | ------ | ---- | ------------ |
| 2001   | 0              | 10                                                | 3                             | 1                                         | 14     | 28     | –    | [ 9 ] [ 16 ] |
| 2002   | 13             | 5                                                 | 13                            | –                                         | 31     | 62     | 5.   | [ 19 ]       |
| 2003 1 | 7              | 7                                                 | 15                            | –                                         | 29     | 58     | 7.   | [ 78 ]       |
| 2004   | –              | –                                                 | 22                            | 1                                         | 23     | 46     | ?    | [ 16 ]       |
| 2005 2 | –              | 12                                                | 5                             | 5                                         | 22     | 49     | ?    | [ 79 ]       |